# Візенштайг
Візенштайг (нім. Wiesensteig) — місто в Німеччині, знаходиться в землі Баден-Вюртемберг. Підпорядковується адміністративному округу Штутгарт. Входить до складу району Геппінген.
Площа — 23,40 км². Населення становить 2034 ос. (станом на 31 грудня 2020).

## Люди
- Йоганн Баптист Штрауб (Johann Baptist Straub, 1704—1784[2]).